# Parks and Recreation (2.ª temporada)
A segunda temporada de Parks and Recreation foi exibida originalmente nos Estados Unidos, na NBC, de 17 de setembro de 2009 a 20 de maio de 2010. A temporada foi produzida pela Deedle-Dee Produções e Universal Media Studios, e os co-criadores da série Greg Daniels e Michael Schur trabalharam como produtores executivos. Assim como na primeira temporada, a segunda concentrou-se em Leslie Knope (Amy Poehler) e sua equipe no departamento de parques e recreação da cidade fictícia de Pawnee, Indiana. Os episódios pussuiam cerca de 22 minutos de duração, indo ao ar todas as quintas-feiras às 8:30 p.m..
Todos os membros do original do elenco principal foram retidos e Chris Pratt, que fez participações especiais em toda a temporada anterior, juntou-se ao elenco fixo, na segunda temporada. Esta temporada também contou com as participações de Louis C.K., Megan Mullally, Fred Armisen, Will Arnett, Justin Theroux e John Larroquette. A equipe de roteiristas realizou alterações, com base no feedback da primeira temporada e tentou ser mais tópica, com episódios de tocando em temas relevantes para a sociedade.
Apesar da primeira temporada receber críticas mistas, a segunda foi muito elogiada, com alguns críticos declarando-a uma das melhores temporadas de comédia na televisão. No entanto, Parques de Recreação continuou a luta na Nielsen Ratings com uma média de cerca de 4.68 milhões de famílias de telespectadores por semana, inferior às noite de quinta-feira da NBC com as sériesCommunity, 30 Rock e The Office. Amy Poehler foi nomeada para o Prêmio Emmy de Excelente Atriz principal em uma Série de Comédia, e tanto a série e o ator Nick Offerman receberam indicações para o prêmio Television Critics Association Awards.

## Elenco

### Principal
- Amy Poehler como Leslie Knope, o directora-adjunta do departamento de parques de Pawnee, que não deixou que a política destruisse seu senso de otimismo. Seu objetivo final é tornar-se Presidente dos Estados Unidos. Ela possui um forte amor forte por sua cidade natal (Pawnee), e quer usar sua posição para melhorá-la. O senso de confiança de Leslie cresce ao longo da temporada, levando-a a superar sua paixão por Mark e começar a desejar relacionamentos românticos.
- Rashida Jones como Ann Perkins, enfermeira e melhor amiga de Leslie. Ela e Leslie continuam a trabalhar para preencher o fosso próximo à casa de Ann transformá-lo em um parque. Ann se interessa por Mark, o planejador da cidade, e eles começam um relacionamento.
- Paul Schneider como Marck Brendanawicz, planejador de cidade do governo municipal de Pawnee. Ele fica desiludido com o governo depois de perceber que não conseguiria alcançar suas ambições de carreira. Depois de se interessar por Ann, Mark muda seu estilo de vida e começa um relacionamento com ela.
- Aziz Ansari como Tom Haverford, subordinado incompetente e egoísta de Leslie. Funcionário do departamento de parques, que se preocupa pouco com seu trabalho, e é mais focado em suas ambições empresariais. Se importa muito com sua aparência e regularmente procura mulheres, apesar de ser casado. Durante a temporada, é revelado que o seu casamento com sua esposa Wendy é um casamento de green card, e que Wendy pede o divórcio após obter sua cidadania. Isso afeta o Tom maior do que ele esperava, quando ele percebe que ele realmente cultivava sentimentos por Wendy.
- Nick Offerman como Ron Swanson, o cínico diretor do departamento de parques e chefe de Leslie. Devido à sua visão muito negativa do governo, ele trabalha regularmente para fazer o seu departamento o mais ineficiente quanto possível. Isso o leva a bater de frente com Leslie em diversas ocasiões, visto que sua filosofia a respeito do governo é o completo oposto da dela. A despeito disso, ele e Leslie se respeitam muito. Ron foi casado duas vezes; Suas duas ex-esposas se chamam Tammy. Ele tem muito medo delas, pois  são as duas únicas mulheres no mundo que podem controlá-lo.
- Aubrey Plaza como April Ludgate, uma jovem apática, estagiária do departamento de parques. Se importa pouco com o seu estágio, e, muitas vezes, mostra incômodo em ter de completar tarefas. Devido a sua atitude rebelde e sem emoção, muitas vezes é aborrecida por seus colegas de trabalho, especialmente Leslie. Ela tem um namorado chamado Derek, que namora abertamente outro garoto chamado Ben. Apesar de estar envolvida nesta relação, April começa a desenvolver uma paixão por Andy, já que ele é uma das poucas pessoas que tem a capacidade de fazê-la sorrir. Ela leva isso a  ponto de aceitar um emprego como assistente de Ron assistente apenas para ficar no departamento de parques e poder ver Andy.
- Chris Pratt como Andy Dwyer, ex-namorado de Ann e vocalista de uma banda chamada "Mouse Rat". Ele e Ann se separaram depois de ele admitir que ele tinha atrasado a remoção do gesso de suas pernas para que ela pudesse passar mais tempo cuidando dele. Ele agora vive em uma barraca acampando no fosso ao lado da casa de Ann, para que possa estar próximo dela. Depois de se ferir quando Leslie tenta preencher o fosso, ele ameaça processar a cidade de Pawnee, a fim de obter dinheiro e impressionar Ann. Andy envia o processo para o tribunal, entretanto, desiste quando Leslie oferece a ele um emprego como engraxate na câmara municipal de Pawnee. A partir do momento em que começa a trabalhar lá ele se interessa por April, com sentimentos que ela retribui.

### Elenco recorrente
- Alison Becker como Shauna Malwae-Tweep,  jornalista do The Pawnee Journal.
- Andrew Burlinson como Wyatt "Burly" Burlinson, o guitarrista líder da banda "Mouse Rat".
- Louis C. K. como Dave Sanderson, Sargento de Polícia de Pawnee, com dificuldades de se relacionar socialmente, que se envolve com Leslie.
- Mo Collins como Joan Callamezzo, uma jornalista de tablóide e anfitriã do news/talk show  Pawnee Today.
- Josh Duvendeck como Ben, namorado de Derek.
- Andy Forrest como Kyle, funcionário do governo, que é constantemente ridicularizado por Andy.
- Jay Jackson como Perd Hapley, um jornalista de televisão popular em Pawnee e apresentador do programa de notícias Ya Heard? With Perd!.
- Blake Lee como Derek, namorado de April, que também namora com Ben
- Jim O'Heir como Jerry Gergich, um funcionário incompetente e amplamente ridicularizado do departamento de parques.
- Retta como Donna Meagle, administradora de escritórios sem-noção do departamento de parques.
- Phil Reeves como Paulo Iaresco, Administrador da cidade de Pawnee.
- Ben Schwartz como Jean-Ralphio Saperstein, o melhor amigo arrogante de Tom.
- Justin Theroux, como Justin Anderson, advogado e velho amigo de Ann que de envolve com Leslie. Ele é extremamente culto e, constantemente, conta histórias de suas aventuras ao redor do mundo.
- Jama Williamson como Wendy Haverford, cirurgiã e belíssima esposa de Tom. Ela e Tom se divorciam e busca um relacionamento com Ron.

### Atores convidados
- Fred Armisen como Raul, oficial de parques de Baraqua, Venezuela, cidade irmã de Pawnee.
- JC Gonzalez como Jhonny, estagiário oficial de Baraqua, Venezuela, cidade irmã de Pawnee.
- Will Arnett como Chris, um técnico de Ressonância Magnética esquisito, com quem Leslie tem um encontro planejado por Ann.
- John Balma como Barney Varmn, um contador incrivelmente tedioso.
- H. Jon Benjamin como Scott Braddock, impaciente advogado da cidade de Pawnee.
- Kirk Fox como Joe Fantringham aka "Sewage Joe", empregado do departamento de esgotos da cidade de Pawnee, e inimigo do departamento de parques.
- Michael Gross como Michael Tansley, ex-diretor do departamento de parques.
- Darlene Hunt como Marcia Langman, uma ativista conservadora de uma organização de Pawnee chamada The Society for Family Stability Foundation (Em tradução livre: Sociedade Pela Estabilidade das Famílias).
- Yvans Jourdain como Vereador Douglass Howser, presidente da câmara de vereadores de Pawnee.
- John Larroquette como Frank Beckerson, um homem que se envolveu com a mãe de Leslie quando jovem.
- Rob Lowe como Chris Traeger, um auditor do estado que vai à Pawnee para avaliar os fundos da cidade.
- Jim Meskimen como Martin Housely, Mc que toca em diversas festas da cidade.
- Natalie Morales como Lucy, bartender interesse romântico de Tom.
- Megan Mullally como Tammy Swanson (aka Tammy Two), bibliotecária e ex-esposa de Tom.
- Ian Roberts como Ian Winston, cidadão de Pawnee.
- Pamela Reed como Marlene Griggs-Knope, mãe de Leslie e política famosa e bem sucedida em Pawnee.
- Andy Samberg como Carl Lorthner, guarda florestal e o chefe de segurança de Pawnee.
- Paul Scheer como Keef Slertner, energético fundador da KaBOOM!, uma organização de caridade.
- Detlef Schrempf como ele mesmo.
- Adam Scott como Ben Wyatt, auditor do estado que visita Pawnee para avaliar os fundos da cidade.
- Kevin Symons como Vereador Bill Dexhart, vereador da cidade de Pawnee constantemente envolvido em escândalos.
- Cooper Thornton como Dr. Harris, chefe de Ann no hospital de Pawnee.
- Gillian Vigman como Alexa Softcastle, jornalista de tablóide do The Pawnee Sun.
- Susan Yeagley como Jessica Wicks, ganhadora de concursos de beleza e esposa de Nick Newport Sr., um dos homens mais ricos de Pawnee.

## Produção

### Membros
A segunda temporada de Parks and Recreation foi produzida pela Deedle-Dee Produções, Universal Media Studios, Fremulon e 3 Arts Entertainment. Os criadores da série Greg Daniels e Michael Schur foram produtores executivos, juntamente com David Mineiro, que anteriormente trabalhou na série de comédia da NBC 30 Rock, e Howard Klein, que trabalhou em  The Office, outra comédia da NBC criada por Daniels. Schur atuou como showrunner em Parks and Recreation. Amy Poehler e Morgan Sackett foram produtores, enquanto Daniel J. Goor foi supervisor de produção, e Norma Hiscock e Emily Kapnek trabalharam como consultoria de produção, David Hyman e Dean Holanda foram co-produtores, e Holanda também trabalhou como editor, juntamente com Michael Trim, que serviu como diretor de fotografia. Dorian Frankel foi diretor de elenco, Ian Phillips designer de produção, Kirston Mann figurinista, e Alan Yang, Harris Wittels e Katie Dippold como editores executivos de roteiro. Tucker Cawley, que foi produtor consultor durante a primeira temporada, não retornou e, em vez disso, criou a sitcom de curta da ABC Hank, estrelada por Kelsey Grammer.

## Elenco
Todos membros principais do elenco da primeira temporada voltaram para a segunda, incluindo Amy Poehler, Rashida Jones, Aziz Ansari, Nick Offerman, Aubrey Plaza e Paul Schneider. Chris Pratt, que foi anunciado como convidado durante a primeira temporada, apesar de aparecer em todos os episódios, foi promovido para o elenco principal na segunda temporada. Andy Dwyer, personagem de Pratt, originalmente deveria aparecer apenas na primeira temporada, mas os produtores gostaram tanto de Pratt que quase imediatamente após a convidá-lo para o elenco, decidiram fazer de Andy um personagem regular. Schneider deixou o elenco após a segunda temporada. Schur disse quando o personagem de Schneider Mark Brendanawicz foi criado, era esperado que ele acabasse por se tornar um personagem menos freqüente que alternasse sempre em empregos no governo e no setor privado. Schur afirmou que tanto os produtores quanto Schneider estavam interessados em ter o personagem retornando para participações especiais em episódios futuros, embora Schneider afirme que ele não está interessado em retornar e nunca foi contactado sobre isso.
| |  |  |
| Rob Lowe (esquerda) e Adam Scott (direita) se uniram ao elenco de Parks and Recreation durante os dois últimos episódios da segunda temporada. |  |  |

Rob Lowe e Adam Scott juntaram-se ao elenco de Parks and Recreation  no penúltimo episódio da segunda temporada "The Master Plan". Scott deixou o seu papel de protagonista nas séries de comédia Starz e Pary Down para ingressar em Parks and Recreation, e Lowe havia recém-saído da série de drama da ABC Brothers & Sisters. Desde o início, era esperado que Scott se tornasse membro do elenco e, durante a terceira temporada, um eventual par romântico para a personagem Leslie Knope, enquanto Lowe foi originalmente destinados para fazer apenas uma cadeia de participações especiais na terceira temporada e, em seguida, sair da série. no Entanto, Lowe, mais tarde, assinou um contrato de vários anos para se tornar um membro do elenco regular. Schur disse, mesmo quando o personagem Ben Wyatt foi concebido, Adam Scott, foi considerado o ator de um elenco de "cenário ideal".
Jim O'Heir e Retta, que fizeram aparições regulares como os funcionários do departamento de parques Jerry Gergich e Donna Meagle na primeira temporada, continuaram a aparecer na segunda temporada. Apesar de ainda serrem considerados atores convidados, seus personagens começaram a tornar-se mais plenamente desenvolvidos e a desempenhar funções maiores nos episódios. Vários outros atores desemperanham papeis de apoio de maneira regular toda a segunda temporada. Jama Williamson continuou seu papel recorrente como Wendy, a ex-esposa de Tom Haverford, que se torna mais tarde um interesse romântico para Ron Swanson. Mo Collins e Jay Jackson fizeram repetidas aparições como os jornalisdas Joan Callamezzo e Perd Hapley. O plano original era que os dois atores foram participassem em apenas em um episódio, mas os dois voltaram para episódios subsequentes, porque os escritores gostaram de suas performances. Alison Becker interpretou outra repórter de Pawnee, Shauna Malwae-Tweep, um personagem que ela também interpretou na primeira temporada. Ben Schwartz interpretou Jean-Ralphio, amigo playboy, arrogante e de fala rápida de Tom, em vários episódios. Pamela Reed reprisou seu papel recorrente como mãoe de Leslie, Marlene, em vários episódios da segunda temporada.
A segunda temporada também incluiu várias aparições de convidados proeminentes, algo que distinguiu Parks and Recreation da outra série de comédia de Greg Daniels, The Office. Schur disse que convidados especiais em The Office causariam muita distração porque muitos dos episódios estão confinados a um único cenário, enquanto, segundo ele, Parks and Recreation era "um pouco mais brilhante e colorida que The Office". Megan Mullally, a esposa de Nick Offerman na vida real, apareceu como a ex-esposa de Tom, Tammy, no episódio "Ron and Tammy". Schur disse que a aparição de Mullally foi bem recebida e não causou distração em excesso nos espectadores, o que fez com que os produtores se sentissem mais confortáveis sobre usarem mais convidados especiais no futuro. O comediante de Stand-up Louis C.K. apareceu em vários episódios como Dave Sanderson, um policial de Pawnee e interesse romântico de Leslie Knope. Embora tipicamente conhecido por seu estilo de comédia sarcástico, Louis C.K. adotou um senso de humor mais brando e um tom de voz mais técnico ao interpretar Sanderson.
Dois membros dos elencos anteriores de Amy Poehler no Saturday Night Live apareceram em Parks and Recreation: Fred Armisen interpretou o vice-diretor de um departamento de parques Venezuelano no episódio "Sister City", e Andy Samberg interpretou o chefe de segurança de parques de Pawnee em "Park Safety". Will Arnett, ex-marido de Amy Poehler  na vida real, fez uma aparição como técnico de ressonância magnética em "Set Up". No mesmo episódio, Justin Theroux, começou uma seqüência de aparições como Justin Anderson, amigo de Ann e interesse amoroso para Leslie. John Larroquette , apareceu em "Galentine's Day", como o há muito tempo desaparecido ex-amor da mãe de Leslie. Kevin Symons apareceu em dois episódios como Bill Dexhart, um vereador de  Pawnee vereador propenso a se envolver em escândalos de diversas naturezas. Paul Scheer, que apareceu no show de comédia MTV, Human Gigant com Aziz Ansari, interpretando um líder de caridade em "Kaboom". Neste mesmo episódio, o comediante e dublador H. Jon Benjamin interpretou um advogado de Pawnee. Michael Gross, mais conhecido por seu papel como Steven Keaton, de Family Ties, apareceu no episódio "Summer Catalog" como ex-diretor do departamento de parques. Detlef Schrempf, um ex-jogador de basquete que jogou para o Indiana Pacers, interpretou a sí mesmo em em "Telethon". Natalie Morales apareceu nos dois últimos episódios da temporada, como Lucy, uma barman que se torna namorada de Tom.

### Roteiro e filmagem
Seguindo a primeira temporada, Parks and Recreation foi originalmente por mais meia temporada, mas foi selecionada para desenvolvimento de uma temporada completa no fim de Outubro de 2009. Greg Daniels disse que os personagens de  Parks and Recreation já haviam sido bem estabelecidos na segunda temporada, desta maneira, os escritores foram capazes de escrever mais especificamente para cada um dos atores. Daniels disse que ele acreditava que isto permitiu que os personagens se tornassem mais equilibrados, indo além de simplesmente um acúmulo de falhas, como as vezes apareceram na primeira temporada. Na redação também foi feito um esforço para ser mais tópica nos episódios da segunda temporada. Por exemplo, "The Stakeout" incluiu uma paródia da prisão de Henry Louis Gates, um professor negro da Universidade de Harvard, que foi preso depois que a polícia, por engano, pensou que ele estava invadindo sua própria casa em Cambridge, Massachusetts, e um escândalo envolvendo um vereador de Pawnee em "Practice Date" espelhado o escândalo na vida real de 2009 envolvendo o governador da Carolina do Sul, Mark Sanford, que admitiu admitiu ter um caso extraconjugal com uma mulher argentina.
Os escritores fizeram várias outras mudanças da primeira para a segunda temporada, incluindo a disponibilização de scripts mais concentrados em torno de todo o elenco, ao invés de incluir somente Leslie. Também tentaram fazer Leslie parecer mais inteligente na segunda temporada, depois de receber comentários do público que ela parecia "pardida", o que Michael Schur disse que nunca foi sua intenção. Schur disse, "No final, nós apenas sentimos que Amy é uma presença muito amável na tela, desta maneira, ao longo da temporada nós apenas tentamos criar situações onde o trabalho dela iria brilhar." Durante o episódio "Kaboom", um dos principais sub-plots foi resolvido quando o grande fosso de construção que Leslie lutou muito para transformar em um parque foi preenchido e transformado em um lote. O fosso foi estabelecido  no primeiro episódio e foi um ponto focal da série desde então. Schur disse que o projeto do fosso projeto foi originalmente concebido como um dispositivo para trazer todos os personagens juntos trabalhando para um objectivo comum, e era esperado que se tornasse apenas um parque durante o final da série. No entanto, Schur disse que sentiu os primeiros episódios foram muito focados no fosso e levou os espectadores a acreditar que o show inteiro foi sobre isso, o que não era a intenção dos escritores, então eles aceleraram a resolução desse arco da história. A ideia de Ben e Chris, dois auditores oficiais do estado contas que vem de fora Pawnee para ajudar a cidade de lidar com problemas orçamentais, foi concebido a partir de de diversos estados considerando a fechar escolas, parques e outros serviços devido à recessão global.
Poehler ficou grávida durante a segunda metade da temporada, com o parto de seu bebê previsto para o verão ou início do outono de 2010. Os produtores de Parks and Recreation decidiram não escrever a gravidez na série, e então decidiram entrar em um contínuo de produção depois que a temporada terminou para o banco episódios da terceira temporada. Seis episódios da terceira temporada foram filmados desta forma. no Entanto, em Maio de 2010, a NBC anunciou que a terceira temporada de Parks and Recreation estava sendo movido para uma data de meia temporada não revelada para permitir que uma nova comédia da rede, chamada Outsourced, transmitida na quinta-feira, transmitida no bloco de comédia de duas horas. O diretor executivo da NBC, Jeff Gaspin disse que este movimento não era um reflexo sobre a série, e sugeriu que este longo hiato, não só teria nenhum efeito nna série, mas poderia, na verdade, construir expectativa para seu eventual retorno. Em novembro de 2010, foi anunciado que Parks and Recreation iria retornar para o horário de 9:30 p.m. nas quintas-feiras a partir de 20 de janeiro de 2011.

## Recepção

### Avaliações
Existe algo realmente especial sobre assistir a uma série - particularmente um pelo qual você vem torcendo - começar a se formar, aprender de seus erros e se desenvolver em uma meia hora de televisão formidável e completamente satisfatória. Eu apenas direi: Parks and Recreation é a melhor comédia da NBC na atualidade.

 — Henning Fog,

Entertainment Weekly
A primeira temporada de Parks and Recreation recebeu críticas negativas mistas, com muitos críticos julgando-a muito semelhante a The Office, que compartilha o mesmo estilo de documentário falso. Em particular, vários comentaristas disseram que a personagem ingênua e bem intencionada Leslie Knope se assemelhava muito ao personagem Michael Scott de The Office, um bem-intencionado, porém lerdo, gerente de um escritório de vendas de uma empresa de papel. New York Post writer Linda Stasi said Parks and Recreation had "the same sitcom set-up, the same self-congratulatory, hipster style and an identical lead character" as The Office during the first season. Verne Gay of Newsday wrote, "By osmosis or direction, Poehler's Knope has absorbed the mannerisms of Steve Carell's Michael Scott, while Pawnee's P&R department feels an awful lot like Scranton's Dunder Mifflin. Unfortunately, one show's a classic, the other a near knockoff." The A.V. Club writer Scott Tobias called the show a "'not-an-Office-spin-off' Office spin-off" and said "Leslie Knope is conceived too much like the Michael Scott of petty, inept small-time government".</ref> No entanto, a maior parte dos críticos declararam que a segunda temporada teve uma grande melhoria em comparação à primeira, , com alguns até mesmo alegando que havia superado The Office e 30 Rock como melhor comédia do line-up das quintas-feiras da  NBC. Foi declarada a melhor comédia da temporada televisiva pelo escritor Henning Fog do Entertainment Weekly e pelo colunista de televisão Alan Sepinwall do The Star-Ledger. O escritor Michael Ausiello do Entertainment Weekly, que foi um crítico da primeira temporada, chamou a série de "a mais evoluída" da temporada. O escritor James Poniewozik da revista Time incluiu Parks and Recreation em sua lista dos 10 melhores programas de televisão de 2009, e a IGN a declarou a melhor série de comédia de 2009. Vários críticos chamaram a segunda temporada de uma das mais impressionantes reviravoltas na história da televisão.
Amy Poehler disse que a primeira temporada enfrentou dificuldades, em parte, devido a elevadas expectativas pelas comparações com The Office. O elenco de Parks and Recreation também sentiu que parte da razão para a melhoria foi de que os personagens tornaram-se mais desenvolvidos, e os espectadores passaram a gostar e se importar mais com eles. Da mesma forma, Michael Schur acreditava que grande parte das críticas iniciais surgiram a partir do fato de que o público ainda não estavam familiarizado com os personagens, e que ele acredita que os espectadores gostaram mais da segunda temporada, porque eles conseguiram conhecer os personagens melhor à medida que a série progrediu. Comentaristas disseram que o elenco de apoio estava agora trabalhando com material melhor e que a personagem de Poehler havia melhorado e tornou-se menos artificial e mais humana que na primeira temporada, e mais distinta de Michael Scott. Vários críticos elogiaram a decisão de deixar para trás tópicos da temporada anterior que corriam o risco de tornar-se obsoletos, como o fato de se Andy e Ann iriam manter o namoro, e a longa paixão de Leslie por Marck. Outros cumprimentaram a decisão de preencher o fosso durante a segunda temporada, o que eles disseram que tornou a série livre para mais histórias e melhores roteiros. Apesar da grande mudança na recepção crítica, o elenco de Parks and Recreation sentiram que foram feitas apenas algumas pequenas alterações. Michael Schur disse, "eu não acho que pó mágico de fada foi aspergido sobre o show. Eu só acho que está melhorando conforme se desenvolve." Oficiais da NBC compararam as críticas positivas no fim da temporada de Parques e Recreação com o que ocorreu com The Office, que recebeu críticas mistas durante sua primeira temporada , antes de a maior parte dos críticos concordarem que encontrou o seu ritmo na segunda temporada.
Nick Offerman recebeu consideráveis elogios por sua performance como Ron Swanson durante a segunda temporada. Muitos críticos elogiaram o estilo de comédia sutil e discreto de Offerman, e disseram que ele era, frequentemente, a parte mais engraçada das cenas em que se encontrava. Jonas Weiner, da revista Slate declarou que Swanson era a "arma secreta" de Parks and Recreation e "vital para a melhoria da série". Aziz Ansari, que foi particularmente aclamado durante a primeira temporada de seu papel como Tom Haverford, recebeu elogios similares na segunda temporada. Muitos avaliadores criticaram o relacionamento criado para Mark e Ann, sentindo que faltava química entre casal e dizendo que eles foram, muitas vezes, a parte menos engraçada de episódios individuais. A escritora Margaret Lyons da Entertainment Weekly  chamou Mark e Ann de "calcanhar de aquiles" da série, e Sandra Gonzalez, também da Entertainment Weekly, escreveu, "Não importa o que façam com esses dois, não consigo não ficar entediada."

### Classificações
Apesar do sucesso de crítica, a segunda temporada de Parks and Recreation continuou a sofrer com a Nielsen ratings. em dezembro de 2009, a média de audiência dos episódios foi de 5,3 milhões de famílias. A média foi menor que a de outros shows de comédia da NBC transmitidos na quinta-feira a noite juntamente com os Parks and Recreation. Comunity e atraiu uma média de 6,5 milhões de famílias, 30 Rock, uma média de 7,3 milhões, e The Office uma média de 10,1 milhões. Em fevereiro de 2010, as classificações começaram a melhorar em todas as séries de quinta-feira da NBC, especialmente em Parks and Recreation, mas a rede manteve-se em quarto lugar entre as maiores redes da Nielsen ratings. até o final da temporada, a média de audiência para os 24 episódios da segunda temporada foi 4.68 milhões, inferior à média da primeira temporada de 5.45 milhões de famílias.

### Prémios
Amy Poehler foi nomeada para um Emmy Award for Melhor Atriz principal em uma Série de Comédia. O episódio "Telethon", em que Leslie freneticamente acordada por 36 horas fazendo trabalho voluntário por uma instituição de caridade, foi o seu desempenho apresentados para o Prêmio Emmy. Isto marcou a terceira nomeação de Poehler ao Emmy, tendo recebido anteriormente o prêmio como melhor Atriz coadjuvante em Série de Comédia durante seu tempo no Saturday Night Live e perdendo para Edie Falco por sua performance em no Show de comédia Nurse Jackie. Também nesse ano, a música tema de Parks and Recreation, composta por Gaby Moreno e Vincent Jones foi indicada para o Emmy Award for Melhor Música de Tema Principal, mas o prêmio foi novamente para Nurse Jackie.
Parks and Recreation também foi nomeada para o Television Critics Association Award por Melhor Desempenho em Comédia, e Nick Offerman, recebeu uma nomeação por Realização Individual na Comédia; os prêmios, em última análise, foram concedidos, respectivamente, para a série de comédia" Modern Family e para Jane Lynch, por sua atuação no musical comédia-drama Glee. O episódio "Pawnee Zoo" da segunda temporada, ganhou o GLAAD Media Award de Episódio de Destaque Individual. Ele foi nomeado juntamente com a série de drama da ABC Private Practice, o drama sobrenatural da NBC, The Listener e a série de drama/horror da CW Sobrenatural na mesma categoria. Aubrey Plaza foi nomeada ao prêmio de Melhor Atriz Coadjuvante em Televisão da Imagen Awards, que homenageia representações positivas de Latinos no mundo do entretenimento, mas o prêmio foi para Maria Canals-Barrera por seu papel em Feiticeiros de Waverly Place: O Filme (2009). Também em 2010, Parks and Recreation recebeu duas nomeações da Entertainment Weekly's Ewwy Awards : um por Melhor Série de Comédia, e um  Niparack Offerman como Melhor Ator coadjuvante em Comédia.